# 시어도어 롱
시어도어 롱(Theodore Long, 1947년 9월 15일 ~ )은 본명은 시어도어 로버트 루퍼스 테디 롱(Theodore Robert Rufus Teddy Long)이다. 미국의 프로레슬링선수이며 WWE의 심판직으로 활동하였다가 WWE의 프로그램 스맥다운에서 단장을 맡았다. 테디 롱(Teddy Long)의 명의와 유행어로는 할라 할라(Holla Holla)로 알려져있다. 결국 그가 WWE 명예의 전당2017 헌액자로 받게 되었다. 키는 177cm 몸무게는 78kg이다.

## 수상
- 헬 오프 페임 2015
- NWA 헬 오프 페임 2012
- 매니저 오프 더 이열 1990
- 워스트 워크트 매치 오프 더 이열 2005 vs 에릭 비숍 엑트 WWE 서바이버 시리즈 2005
- WWE 명예의 전당 2017